# Aleksandr Konnikow
Aleksandr Nikołajewicz Konnikow (ros. Александр Николаевич Конников, ur. 1 grudnia 1942) – radziecki lekkoatleta, sprinter, halowy mistrz Europy z 1970.
Specjalizował się w biegu na 400 metrów. Zdobył złoty medal w sztafecie szwedzkiej 2+3+4+5 okrążeń (w składzie: Konnikow, Siergiej Kriuczok, Władimir Kolesnikow i Iwan Iwanow) na halowych mistrzostwach Europy w 1970 w Wiedniu.
Był wicemistrzem ZSRR w biegu na 400 metrów w 1968.